# Украни
Украни (пољ. Wkrzanie, рус. укране) су средњовековно западнословенско племе које је било део племенског савеза Љутића. Били су насељени на обалама реке Укре, на подручју између река Лабе и Зале, југозападно од Шчећинског залива, ово подручје Помераније данас носи име Укермарк. Данас се делом налази на североистоку немачке државе Бранденбург и југоистоку Мекленбург-Западне Помераније, а делом у Полицком повјату на северозападу Пољске.

## Историја
Украни су поменути у низу средњевековних извора, један од њих је текст немачког историчара Видукинда Корвејског, који потиче из 934. године. Осим тога, епископ Бранденбурга их помиње 948. године.
Име племена потиче од имена реке Укре, етимолошки произлази из балтословенске речи викру („брзо”).»
Украни су били део племенског савеза Љутића, или Велета. Главни град племена био је Прибислав, а други значајни градови Пустоволк и Укрушће.
У првој половини 10. века, Украни су, као и остала племена Љутића, потпали под власт немачких феудалаца. Године 954. маркгроф Саксонске источне марке Геро Први Железни, у савезу са Конрадом I (зетом Отона I, цара Светог римског царства), започео је успешан поход за заузимање укранске земље, која је након битке код Лучина (929. године) постала део Саксонске северне марке Светог римског царства.
Након Великог словенског устанка 983. године, у коме су учествовали Љутићи и Бодрићи, Украни су поново постали независни, иако су остали под сталним и јаким војним притиском Пољске и Светог римског царства.
Средином 12. века Украни су ушли у састав Померанског војводства. Као и остали Полапски Словени, који су пали под власт немачких феудалних држава, Украни су асимиловани и потпуно понемчени.

## Галерија
- Реконструкција укранског насеља у музеју «Земља Украна» (Немачка)
- Словенска укранска лађа у музеју «Земља Украна» (Немачка)
- Место на коме се налази древна укранска градина на језерском острву Оберукерзе